# Jacques Arago
Jacques Etienne Victor Arago (Estagel, França, em 6 de março de 1790 ---  Rio de Janeiro, 27 de novembro de 1854) foi um pintor, desenhista, professor, escritor, teatrólogo e explorador francês.
Arago tinha três irmãos tão ou mais famosos do que ele, Seu irmão François Jean Dominique Arago (1786 - 1853), foi político e sábio, alcançando a maior celebridade entre os quatro, ocupando o cargo de Primeiro Ministro da França. Os outros irmãos foram Jean Arago (1788 - 1836), general que se colocou a serviço do México, e Étienne Arago (1802 - 1892), escritor e político.

## Dados biográficos
Romancista e dramaturgo, além de explorador e aventureiro, Jacques acompanhou Louis Claude de Saulces de Freycinet em sua viagem ao redor do mundo em 1817 a bordo da corveta Uranie. Possui diversas publicações, entre elas o livro "Souvenirs d'un aveugle: voyage autour du monde", que pode ser traduzido ao português como "Memórias de um Cego: Viagem em Torno do Mundo", no qual relata sobre os locais visitados em suas explorações.
Arago voltou ao Brasil em 1850, quando assistiu no teatro São Januário à representação de uma peça de sua autoria, A Gargalhada (L’Éclat de Rire), interpretada por João Caetano, de quem se tornou admirador e amigo e em cuja casa faleceu subitamente em 27 de novembro de 1854.

## O trabalho de ilustrador na expedição ao redor do mundo

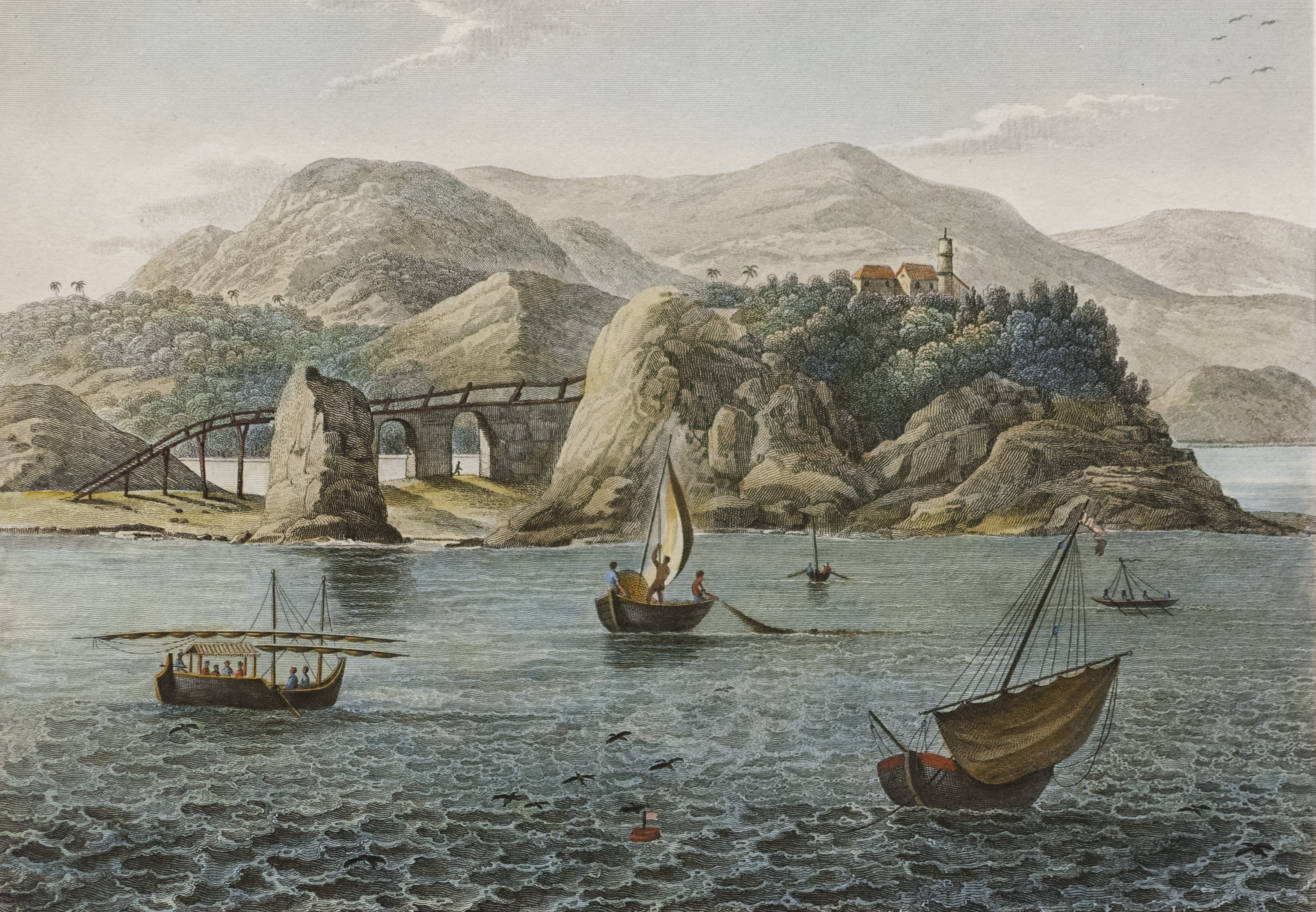
Vista de Notre Dame De Bon Voyage, Rio de Janeiro

Jacques Arago trabalhou como ilustrador na circum-navegação comandada por Louis Claude de Saulces de Freycinet na corveta Uranie. A expedição teve início em 17 de Setembro de 1817, partindo de Toulon, na França.
Jacques Arago tem interessantes desenhos realizados durante a viagem publicados em uma obra intitulada "Promenade autour du monde, pendant les annees 1817,1818,1819 et 1820, sur les corvettes l'Uranie et la Physicienne, commandees par M. FreycinetAtlas Historique", hoje disponível para leitura gratuita pelo Google Play. Nesta obra, há interessantes ilustrações, ora de paisagens dos "desconhecidos" locais por onde passam os navegantes, ora dos habitantes destes mesmos lugares. Ao retratar as pessoas, percebe-se a intenção de demonstrar também os costumes, por exemplo representando a maneira de os habitantes gerarem fogo, ou as vestimentas de guerra.
É autor da mais reconhecida representação da figura popular da Escrava Anastácia.

## Publicações relacionadas às viagens (textos e ilustrações)
- 1822 - Promenade autour du monde, pendant les annees 1817,1818,1819 et 1820, sur les corvettes l'Uranie et la Physicienne, commandees par M. Freycinet - disponível para visualização gratuita na seção "Livros" do Google Play.[4]
- 1868 - Souvenirs d'un aveugle: voyage autour du monde - disponível para visualização e download gratuitos no acervo digital da Biblioteca Brasiliana Guita e José Mindlin.[5]

## Ilustrações retratando o Brasil
- 1825 - Vue de la Salle de Spectacle sur la Place Do Rocio (vista da sala de espetáculos na Praça do Rocio) - Rio de Janeiro (gravura em metal aquarelada)
- 1825 - Vue de Praia Grande (vista da Praia Grande) - Rio de Janeiro (Litografia aquarelada sobre papel)
- 1825 - Vue de Notre-Dame de Bon Voyage (Vista de Nossa Senhora da Boa Viagem) - Rio de Janeiro (Gravura em metal aquarelada sobre papel)
- 1825 - Vue d'une Partie de la Ville et du Grand Aqueduc de Rio de Janeiro (Vista de uma parte da cidade e do grande aqueduto do Rio de Janeiro) - Rio de Janeiro (gravura em metal aquarelada)

## Publicações textuais
- 1824 : Collection de proverbes et bons-mots
- 1824 : Aux jeunes poètes de l'époque
- 1827 : Le Fond du sac ou les Rognures de la censure
- 1829 - Promenades historiques, philosophiques et pittoresques dans le département de la Gironde

## Obra teatral
Cego em 1837, continuou a viajar e a escrever peças teatrais, contando-se dentre elas:
- Chabert, vaudeville com Louis Lurine em 1832;
- Le Prix de folie, vaudeville com seu irmão Étienne em 1833 ou 1834;
- Les Papillotes, vaudeville com Ancelot em 1834;
- Un noviciat diplomatique em 1834;
- Le Cadet de Gascogne, vaudeville com L. Buquet em 1836;
- Un élève de Rome, comédia-vaudeville em um ato com Varin e De Forges em 1837;
- Un mois à Naples, vaudeville com Duplessy em 1837;
- Mademoiselle d’Alvigny, tenente de dragões, vaudeville em 1838;
- Le Camélia com Edouard Gouin em 1840;
- L’Éclat de rire, drama em três atos com Antoine Martin em 1840;
- Mon ami Cléobul, comédia-vaudeville em 1840;
- Un grand criminel, com Varin e Auguste Lefranc em 1841;
- Le Duc de Reischtadt, drama em dois atos com Louis Lurine.

## Ilustrações

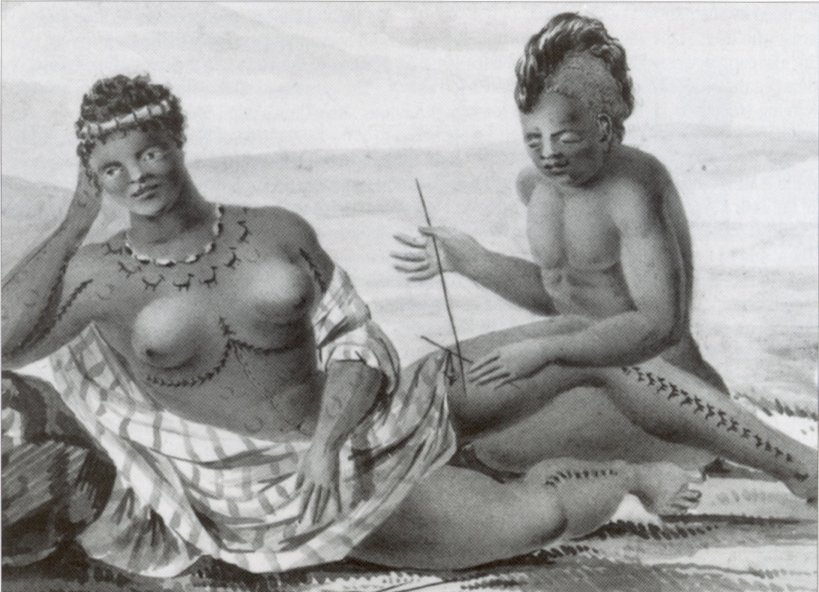
Ilustração da maneira dos nativos das Ilhas Sandwich se tatuarem
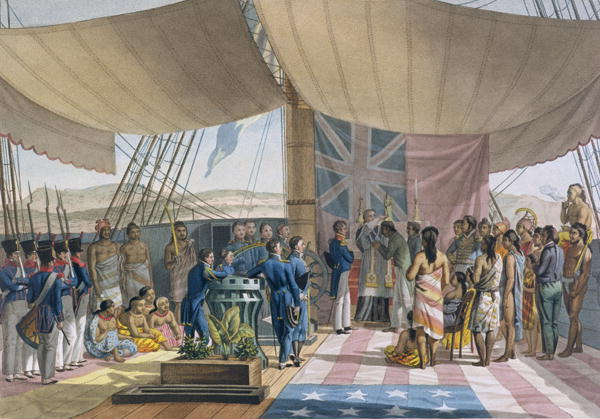
Batismo de Kalanimoku (1819)
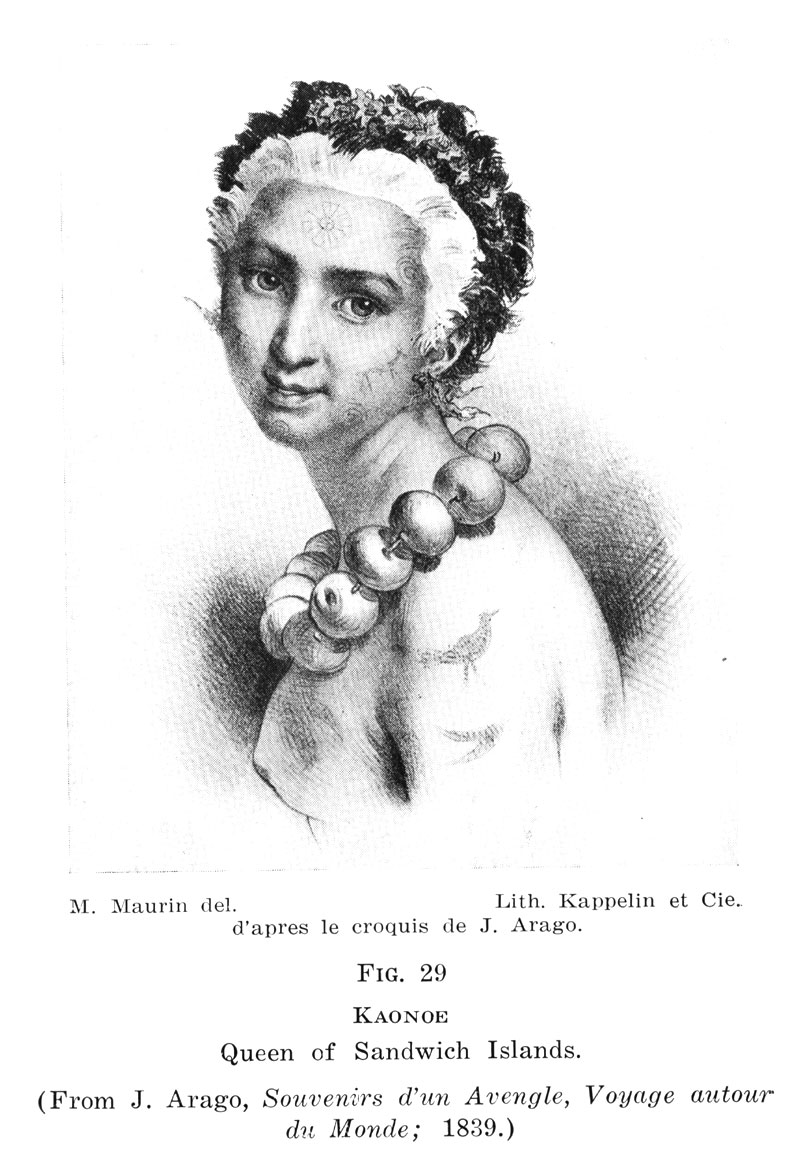
Kaonoe, rei das ilhas "Sandwich" (1819)
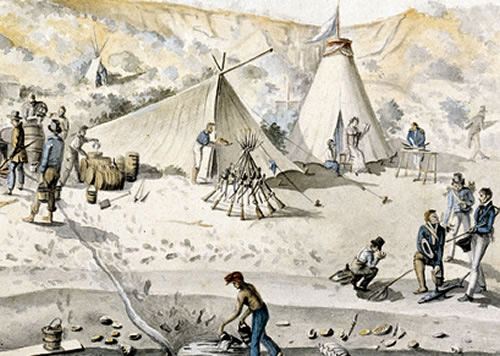
Expedição de Freycinet na Austrália (1820)
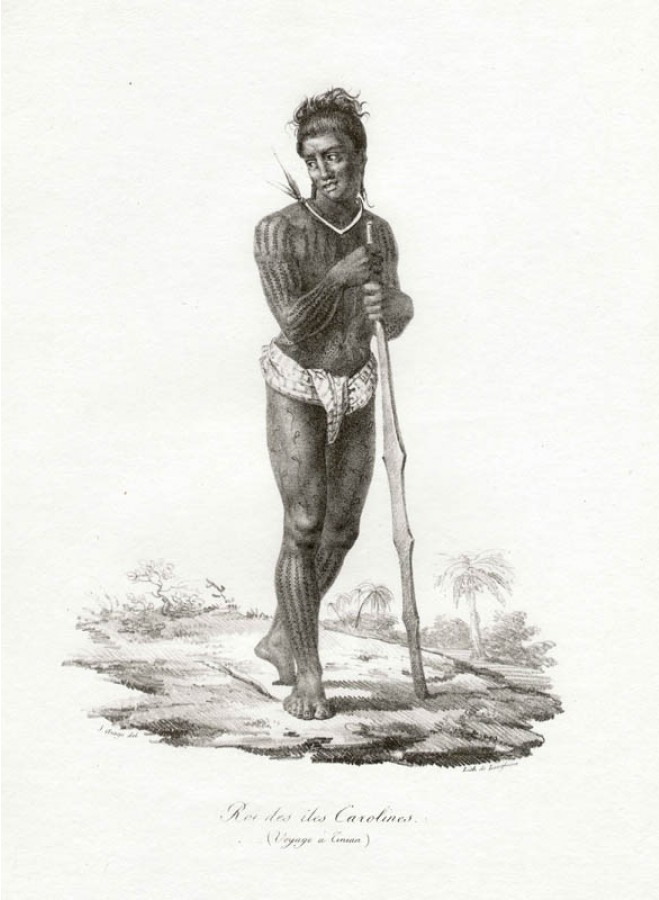
Ilustração do rei das "Carolines" (1822)
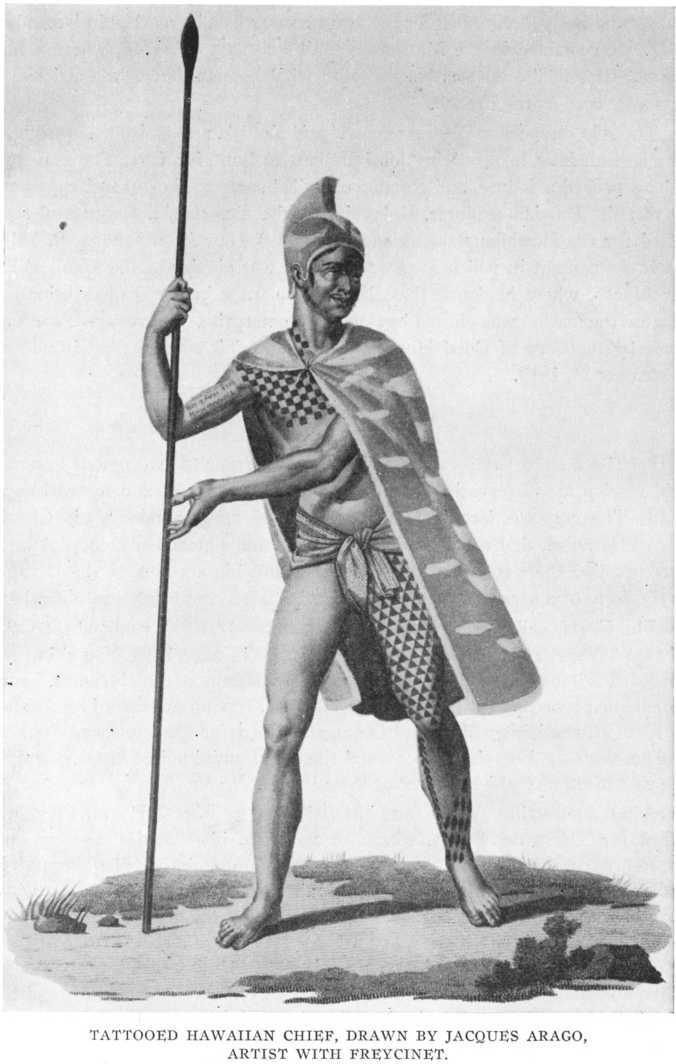
Ilustração de chefe havaiano tatuado
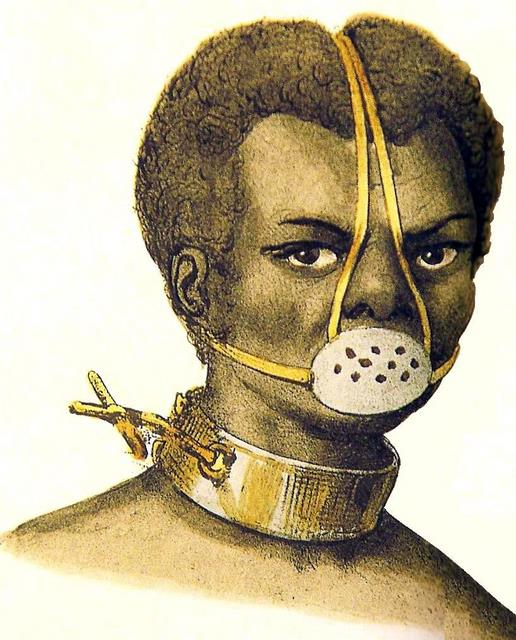
Castigo de escravos (1839)
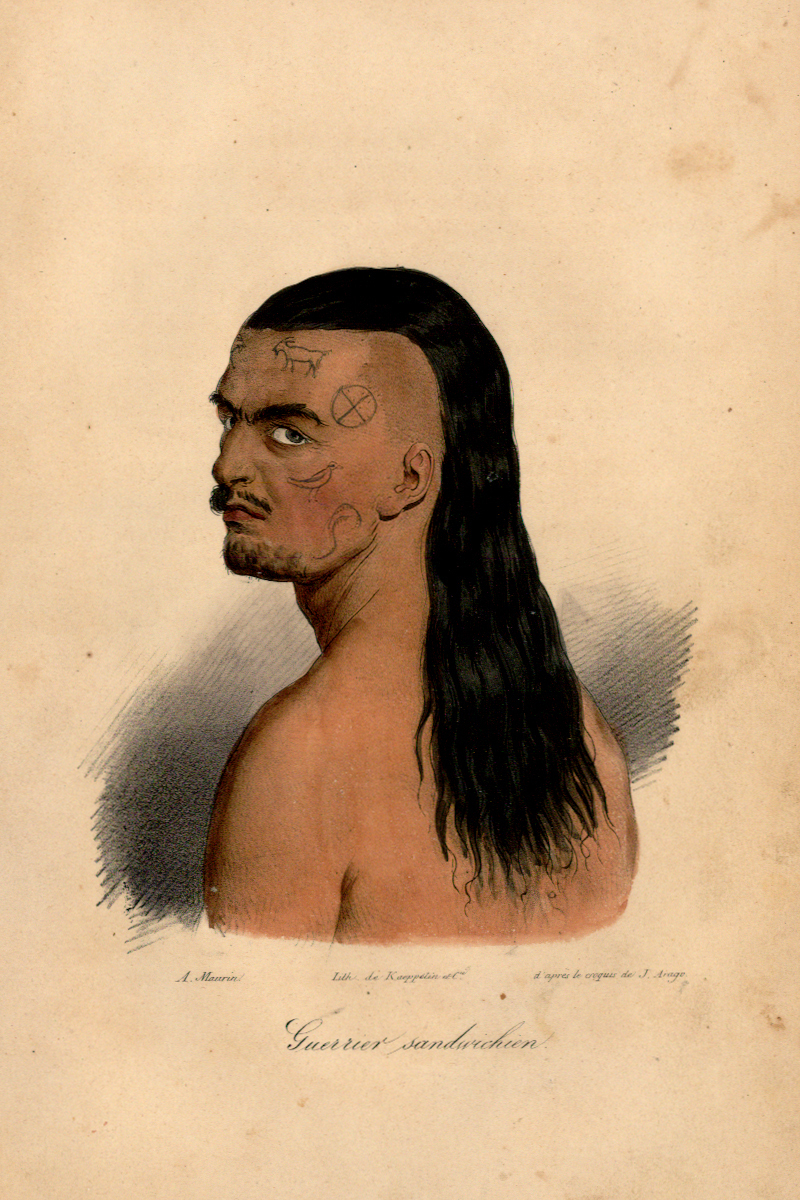
Ilustração de guerreio das Ilhas Sandwich
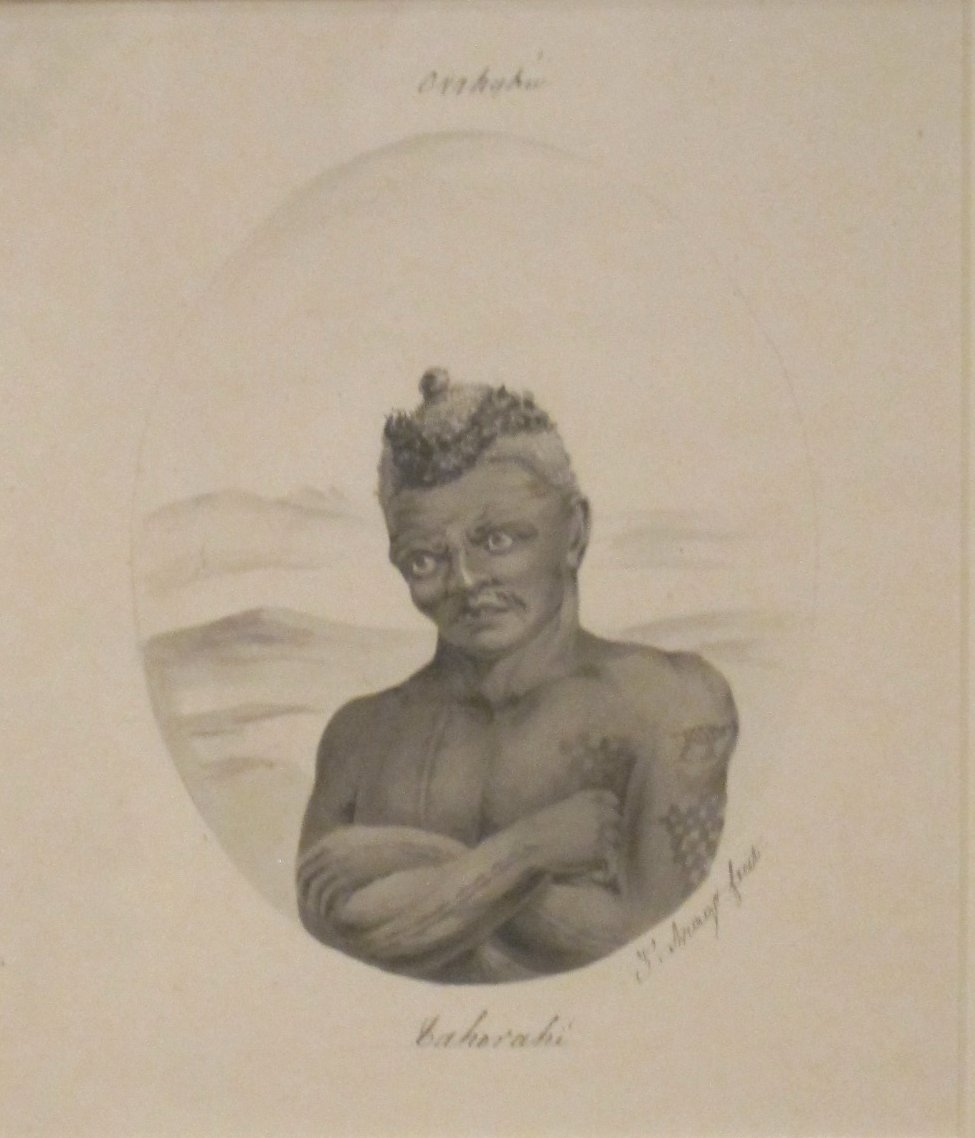
Tahorahi, Hawaii
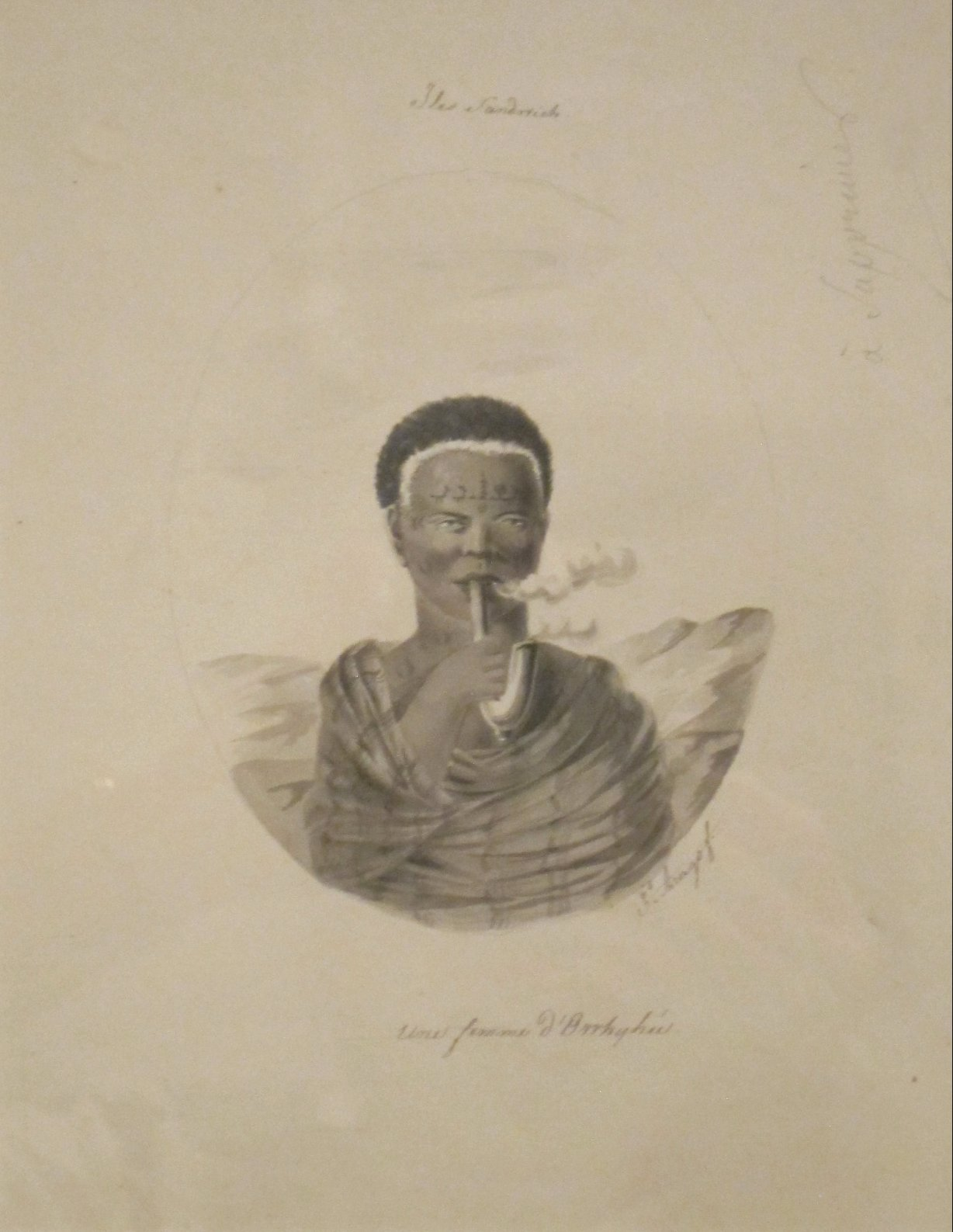
Ilustração de mulher do Havaí
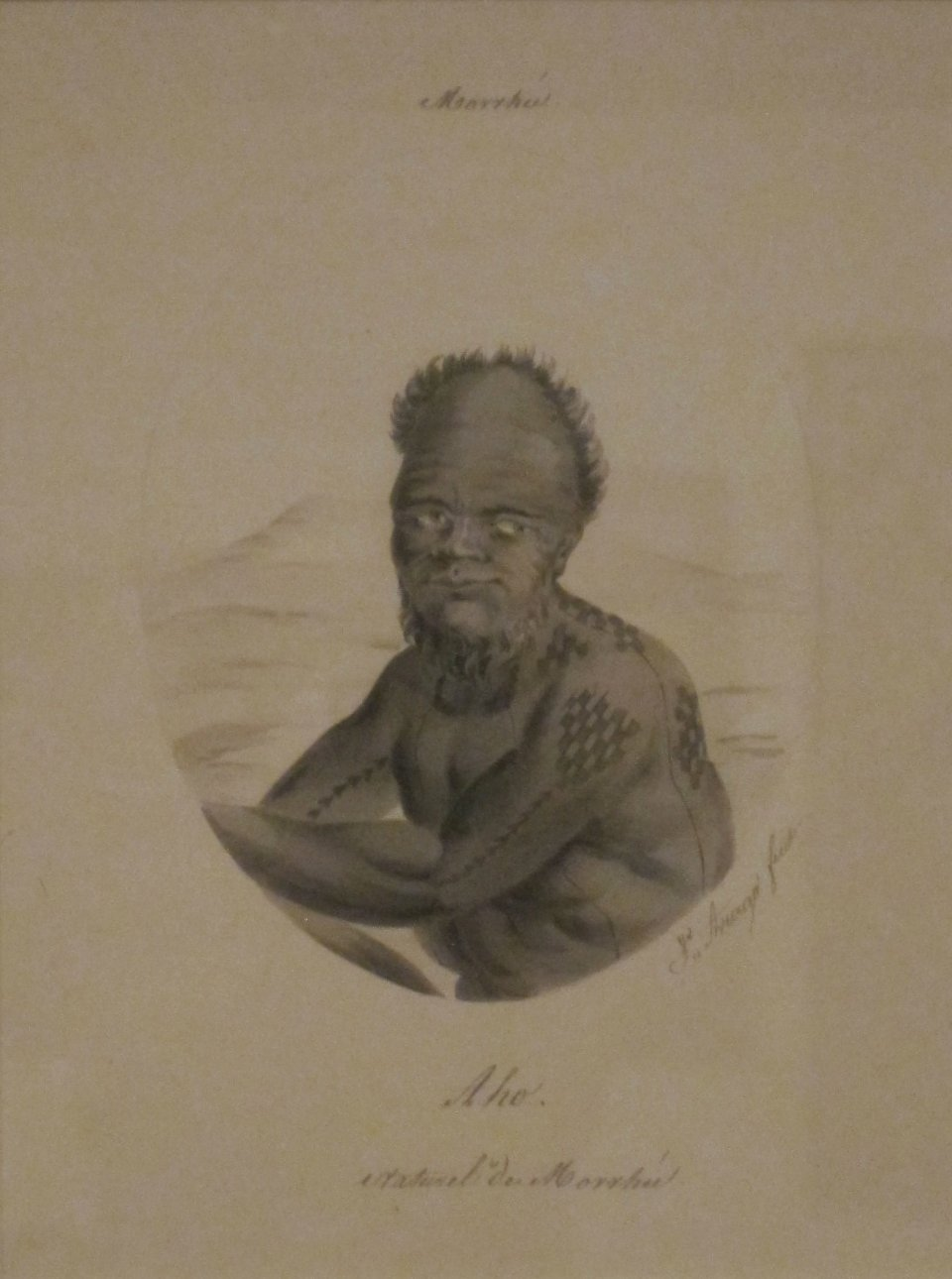
Aho, nativo de Maui
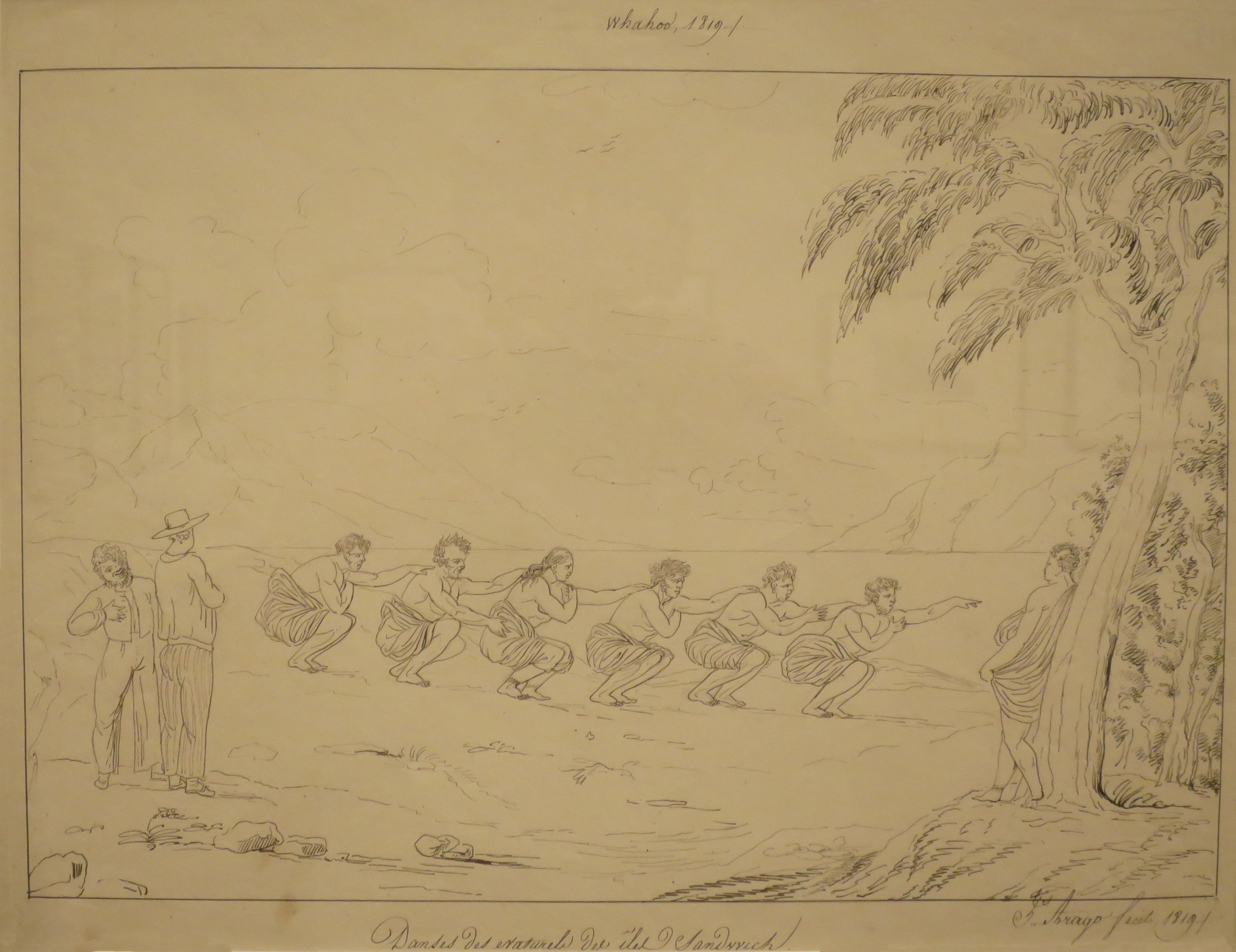
Oahu - dança dos nativos das Ilhas Sandwich (1819)
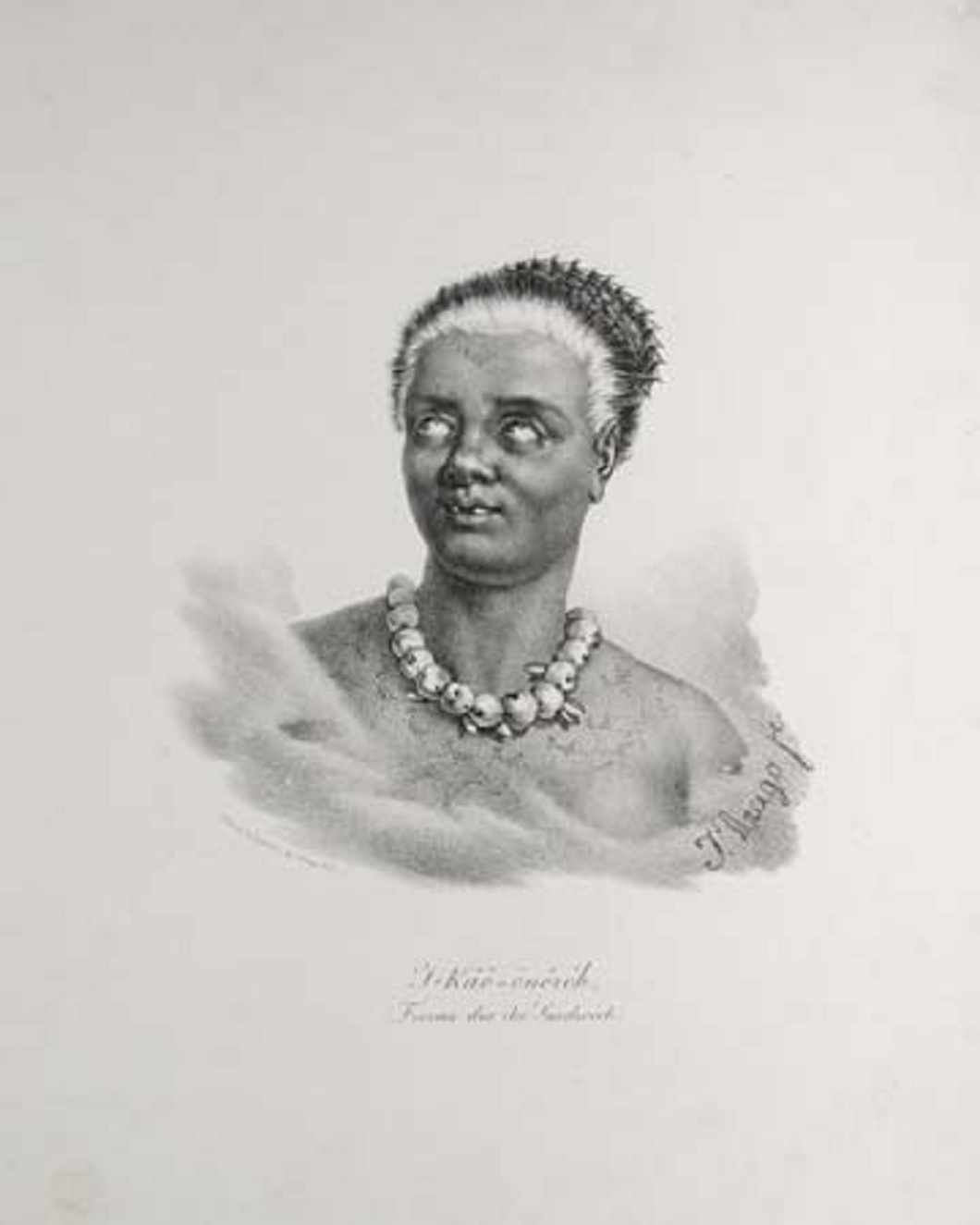
'T-Kaa-Onoroh', mulher das Ilhas Sandwich
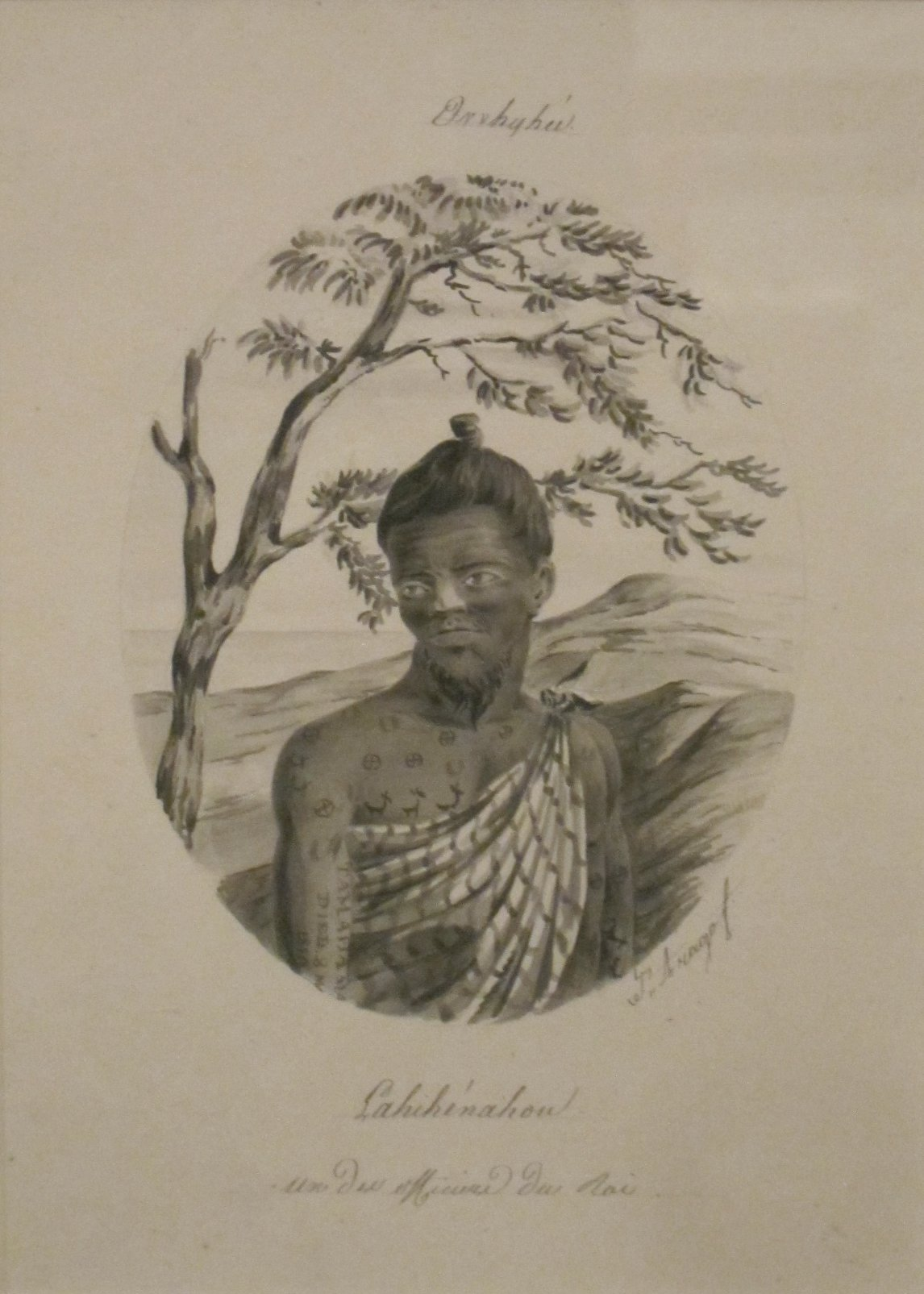
Lahihenahou, um oficial do rei